# 山村一栄
山村 一栄（やまむら かずえい、1947年 - ) は、日本の建築家。福井県福井市出身。

## 経歴
- 1971年 広島大学工学部建築学科卒業
- 1971年 大村健策建築事務所（東京）を経て
- 1979年 山村一栄建築研究所設立
- 2013年 山村一栄建築研究所京都事務所設立

## 建築作品
- 1982年 自邸（直證軒）（福井県福井市）
- 1983年 橄欖居（かんらんきょ）（福井県福井市）
- 1983年 光陽スタジオ（福井県福井市）
- 1989年 福井・Ｍ邸（福井県福井市）
- 1993年 ふるさと交流センター　きのこの森（福井県大飯郡大飯町）
- 1993年 レストラン　軽食処きのこ亭　きのこの森（福井県大飯郡大飯町）

## 関連書籍
- 1984年8月号　建築文化
- 1989年2月号　住宅建築
- 1989年3月号　住宅建築
- 1993年jul No.89　モダンリビング
- 1993年WINTER　CONFORT（コンフォルト）
- 1993年WINTER　TODA CORPORATION（戸田建設株式会社）
- 1997年3月　山形県平田町タウン施設整備　公開設計競技記録集